# Old Rags Lodi
L'A.S.D. Baseball Club Old Rags Lodi è una società di baseball e softball con sede a Lodi, fondata nel 1966.
Nel 1980 la squadra vinse il campionato di Serie A2, disputando poi tre stagioni nella massima categoria nazionale. Nel 2011, vincendo il campionato di serie B, ottenne la promozione al campionato di Serie A Federale.
Dal 2013 la squadra milita in serie C.
Il campo ufficiale della squadra si trova a Lodi zona Faustina. Gioca le partite di casa nel campo "G. Serviati", dotato di tribune che possono ospitare 650 persone.

## Storia
Quella degli Old Rags è una storia lunga e, per chi apprezza certi valori, affascinante, di quelle che nascono un po’ per caso e un po’ per ridere, ma che poi si consolidano, con l’aiuto del destino, nel corso degli anni.
Nel 1966 Paolo Benedetti, che segue con passione le gesta del B.C.Lodi, riesce a convincere, dopo molte insistenze, un gruppo di amici della "Casa della Gioventù" di Lodi ad assistere a una partita di baseball: il primo impatto, per chi è cresciuto a solo calcio, è del tutto negativo, pian piano però, con la frequentazione degli spalti del campo de “le Baste” per le partite del B.C. Lodi e per l’occasione offerta di usare guanto e mazza, ci si convince che dopotutto questo sport del batti e corri non è poi così male. Si comincia a giocare (con qualche guantone residuato di guerra e qualche mazza scheggiata del Lodi tenuta insieme col nastro isolante), ci si appassiona e si decide di dar vita a una nuova squadra. L’amore per il baseball dei ragazzi della Casa della Gioventù ormai è grande, ma inversamente proporzionale ai soldi a disposizione. Come fare per comprare mazze, palline, guantoni, divise, ecc.? Semplice: ci si arma di tricicli a pedali e si gira la città in lungo e in largo per raccogliere stracci, giornali, ferri vecchi da rivendere. L’iniziativa fa notizia in una città sonnacchiosa come Lodi: l’intraprendenza dei ragazzi lodigiani attira l’attenzione della RAI che, sempre alla ricerca di curiosità, manda a Lodi una troupe televisiva per un servizio che verrà poi trasmesso nella rubrica "Cronache Italiane". Fatto sta che si fa sul serio e così nella primavera del 1967 c’è l’esordio in Serie C con la prima inattesa ed entusiasmante vittoria, in trasferta, sul quotato Varese per 19 a 8. Il roster di quella storica formazione è il seguente: Ciccio e Giovanni Roda, Gallotta, Gil Matarazzo, Bonà, Invenizzi, Jacopetti, Benedetti, Giustivi, Ferrari, Toti, Poiani, Degli Esposti, Oliva, allenatore Walter Burinato. Alla fine di questo primo campionato l’esito è confortante: gli Old riescono ad assicurarsi la permanenza in serie C, traguardo fondamentale in cui pochi credevano, oltre alle vittorie in due tornei, il trofeo Franco Todisco a Lodi e la coppa Agosti a Rescaldina.
Si arriva così al 1970 quando la più gloriosa squadra locale, il B.C.Lodi, che dopo aver raggiunto la Serie A gioca in B, decide di ridimensionare l’attività e cede agli Old Rags il titolo sportivo della serie cadetta oltre ad alcuni dei migliori giocatori. La grande novità è il coach: Ciccio Roda appende maschera e schinieri da ricevitore (salvo saltuarie apparizioni) al classico chiodo e passa ad allenare la squadra, diventando definitivamente il personaggio di riferimento del baseball lodigiano. Altra bella novità è il nuovo campo di San Fereolo che sarà per 6 anni la sede delle partite interne degli Old Rags che schierano ben 5 squadre: la serie B, la De Martino, gli allievi a carattere regionale, i ragazzi e, grande novità, le ragazze del softball.
Mentre la prima squadra si arrangia come può in serie B, grandi soddisfazioni vengono in questi anni dalla squadra Allievi, terza a livello nazionale e dalla squadra Ragazzi, addirittura campione d’Italia a pari merito con Pesaro. Poi nel 1972, mentre gli Juniores giungono alle finali nazionali, c’è l’exploit delle ragazze del softball, praticamente quelle che hanno cominciato a giocare tre anni prima, che vincono il campionato di B e vanno in serie A, anche se per un solo anno.
Nel 1973 inizia un periodo di ristrutturazioni dei campionati a livello federale e gli Old Rags continuano a disputare il secondo campionato nazionale con prestazioni in continuo miglioramento, grazie alla maturazione del vivaio locale da cui escono giocatori come Blanchetti (interbase, campione d’Europa juniores 1976), Gaveni, Tirelli, Sordi che vanno ad affiancare il “vecchio” Giovanni Roda.
Prosegue con buoni risultati il softball, con citazione d’obbligo per Luciana Corradi e Cinzia Gerosa che giocheranno per anni a Saronno in Serie A. Cinzia avrà anche l’onore di indossare per 2 volte la maglia della Nazionale.
Nel 1979 il Comune costruisce un vero e proprio campo da baseball che viene completato dai volonterosi dirigenti gialloverdi con una bella tribuna completa di spogliatoi. Arrivano i primi stranieri, in particolare l’oriundo Ron Busalacchi, un atleta destinato a restare nella storia del baseball lodigiano dato che finisce per stabilirsi nella nostra città dove, dopo molti anni da atleta, assume, sia pure con qualche intervallo, il ruolo di manager e coach fino al 2012. A seguito di ulteriori ristrutturazioni dei campionati gli O.R. nel 1980 giocano in serie A2 (terzo campionato) che vincono alla grande conquistando il titolo di Campione d'Italia contro il Livorno.
Nel 1983 il nuovo stadio della Faustina viene dotato di impianto di illuminazione, così quando il presidente federale Beneck disegna la nuova Serie Nazionale (con 14 squadre divise in 2 gironi e la disputa di 3 incontri per weekend, di cui 2 in notturna), gli Old Rags vengono ammessi alla Serie Nazionale, entrando nell’Olimpo del baseball nazionale! Vengono inseriti nel primo girone con Parma, Rimini, Novara, Milano, Bollate e Castenaso Bologna. L’impegno è molto pesante sia economicamente, per la necessità di rinforzare la squadra con giocatori stranieri, che per lo sforzo richiesto agli italiani che lavorano o studiano. Comunque si comincia e c’è subito da citare la vittoria nella prima partita giocata in trasferta a Novara con 2 fuoricampo di Giovanni Roda. L’entusiasmante avventura dura ben tre anni.
Val la pane ricordare brevemente alcuni giocatori stranieri che negli anni hanno lasciato un ricordo particolarmente positivo: Moll e Gallo (USA) e i venezuelani Suarez, Turnes, Arraiz e soprattutto Mario Labastidas, un giocatore quest’ultimo che è rimasto nel cuore dei lodigiani per qualità tecniche e personali.
Nel 1986 il Presidente Notari decide di ridefinire i nomi dei campionati, tornando all’antico: quindi serie, A, B, C1, C2. Gli Old Rags giocano in B, ma, costretti a ridimensionarsi, finiscono per retrocedere in C1. Per contro Juniores e Cadetti si classificano tra le prime 4 squadre in Italia nelle rispettive categorie, e così nel 1988 la squadra, tutta composta da lodigiani, riesce a vincere il campionato e a tornare in serie B. A conferma della bontà del vivaio, i Cadetti sono vice-campioni d’Italia, soccombendo solo al fortissimo Nettuno.
Nel 1989 si torna così in B. Entrano nel roster alcuni juniores come Bassi, Cornelli, Meazza, Motta. Buoni campionati nei quali si raggiungono quasi sempre i play-off, ma senza riuscire a fare il salto alla serie superiore. Cosa che invece avviene nel 1995, grazie all’allargamento degli organici della serie A2.
Nel 1995 arriva a Lodi il giovanissimo Davide Dall’Ospedale; vi resta 2 anni e poi spiccherà il volo per la Serie Nazionale diventando uno dei più forti giocatori italiani, oltre che colonna della Nazionale.
Si resta in A2 fino al 2002, quando la squadra retrocede in B. Ma l’anno successivo arriva subito la promozione, dopo un’epica finale in quel di Buttrio. Frattanto arriva a Lodi da Sannazzaro de' Burgondi Ricky Suardi, un altro giovanissimo che si toglierà delle belle soddisfazioni a San Marino e Rimini.
Nell’inverno 2006-2007, di fronte alle difficoltà economiche e al cambio dei vertici societari, gli Old rischiano, se non di chiudere i battenti, il declassamento in serie C. La situazione comunque in qualche modo viene sanata e la squadra riesce a iscriversi alla serie B. In campo scendono i giovani dell’Under 21, capitanati dal “vecchio” Cornelli, che riescono con fatica a mantenersi a galla. Nel 2011, dopo una breve pausa, ritorna alla presidenza Charlie Degli Esposti e grazie alla maturazione dei giovani prospetti, torna il sereno con l’inattesa ma ben meritata promozione in serie A, dopo 5 epiche partite con i favoritissimi Redskins di Imola.
Il 2012 rivede dunque i gialloverdi in serie A e con l’innesto di alcuni buoni stranieri si raggiunge sia pur a fatica la salvezza, ma la delicata situazione economica consiglia di tirare i remi in barca e di ripartire dalla C con una squadra di lodigiani, per la gran parte Under 21, che si spera consentano di tornare, in tempi brevi, a disputare campionati più prestigiosi e più consoni alla storia della società.